# Милан Трубан
Загреб
Милан Трубан ( 14. март 1904 — 7. август 1929) бивши је југословенски бициклистички репрезентативац, специјалиста за друмски бициклизам.
Учествовао је на Летњим олимпијским играма 1924. у Паризу и такмичио се поједниначно и екипно у друмској трци. У појединачној трци на 188 км био је 50.. Резултати појединачне трке рачунали су се и за екипну конкуренцији. Екипа се такмичила у саставу: Ђуро Дукановић, Јосип Косматин, Коломан Совић и Милан Трубан. Трку су завршили на 10. месту.. Учествовале су 22 репрезентације.
Турбан је 1924. био други на првенству Југославије у друмском бициклизму.